# Kenan Thompson
Kenan Thompson (ur. 10 maja 1978 w Atlancie) – amerykański aktor, muzyk i komik, występujący w show Saturday Night Live.

## Filmografia

### Telewizja
- All That (1994 – 1998)
- Kenan & Kel (1996 – 2000) jako Kenan Rockmore
- The Steve Harvey Show (1996 – 2002) – występ gościnny
- Sister, Sister (1997) – występ gościnny
- The Amanda Show (1999) – występ gościnny
- Oh Yeah! Cartoons (1999 – 2000) – gospodarz
- Felicity (2001) – występ gościnny
- Saturday Night Live (2003 – obecnie)
- Egzamin z życia (The Parkers) (2003) – występ gościnny
- Wild 'N Out (2006) – występ gościnny
- Crank Yankers (2007) – występ gościnny
- Nickelodeon Kids' Choice Awards 2007 (2007) – występ gościnny
- The Mighty B! (2008 – 2009) – głos
- Sit Down, Shut Up (2009) jako Sue Sezno
- Psych (2009) – występ gościnny
- Scooby Doo i... zgadnij kto? (2019) – odcinek: Klaunada odpada! jako on sam, głos[1]

### Film
- D2: The Mighty Ducks (1994) jako Russ Tyler
- Heavyweights (1995) jako Roy
- D3: The Mighty Ducks (1996) jako Russ Tyler
- Good Burger (1997) jako Dexter Reed
- Cousin Skeeter (1999) – występ gościnny
- The Adventures of Rocky & Bullwinkle (2000) jako Lewis
- Two Heads Are Better Than None (2000)
- Big Fat Liar (2002) – występ gościnny
- The Master of Disguise (2002) jako osoba na komputerze
- Love Don’t Cost a Thing (2003) jako Walter Colley
- My Boss's Daughter (2003) jako Hans
- Barbershop 2: Back in Business (2004) jako Kenard
- Fat Albert (2004) jako Albert
- Snakes on a Plane (2006) jako Troy
- Space Chimps (2008) jako Ringmaster
- Wieners (2008) jako Wyatt
- Stan Helsing (2009) jako Teddy
- iCarly: Przyjęcie z Victoria znaczy zwycięstwo (2011) jako on sam

## Dyskografia
- The Good Times Comedy CD (2002)